# Alset GmbH
Alset Global GmbH es una compañía de tecnología e ingeniería austriaca con sede en Graz que se especializa en soluciones de movilidad limpia basada en el hidrógeno. Alset Global desarrolló un sistema híbrido de hidrógeno del cual se patentó la tecnología. De acuerdo con Alset Global, esta tecnología es única ya que ofrece hacer funcionar un motor de combustión interna con gasolina pura, hidrógeno puro o una combinación de ambas cosas. Esta tecnología ofrece una nueva alternativa sostenible y limpia para la industria automotriz (fabricantes originales de equipos, flotas de vehículos, así como barcos y aviones). Esta tecnología ha sido desarrollada para crear una tecnología alternativa para cumplir con los nuevos objetivos de niveles de emisiones. Además , Alset Global está especializada en la integración de sistemas de hidrógeno, almacenamiento de gas hidrógeno y el desarrollo del diseño software para utilizar la tecnología híbrida de hidrógeno en la industria del automóvil.
La tecnología del hidrógeno híbrido de Alset se presentó en un Aston Martin Rapide S durante la carrera de las 24 horas de Nürburgring en Alemania. El Aston Martin Rapide S se convirtió en el primer coche con motor de hidrógeno en competir en una carrera de 24 horas y en generar cero emisiones de CO2 durante una carrera automovilística internacional.

## Producto

### Hidrógeno Híbrido
Alset Global hace hincapié en la importancia de la tecnología del hidrógeno para una movilidad sostenible . El argumento principal para el uso de hidrógeno es su atributo de energía renovable y el hecho de que no contamina el medio ambiente. Estas razones han elevado la importancia de la tecnología del hidrógeno en la industria automotriz, que ha estado tratando de hacer frente a las regulaciones de emisiones reducidas debido a la amenaza del cambio climático. La combustión del hidrógeno en motores de combustión interna fue diseñado por el inventor francés Francois Isaac de Rivaz en 1807. Su diseño de motor de combustión interna funcionando al hidrógeno se llama de Rivaz. Su diseño era muy simple, pero nunca fue transferido a la producción en masa .

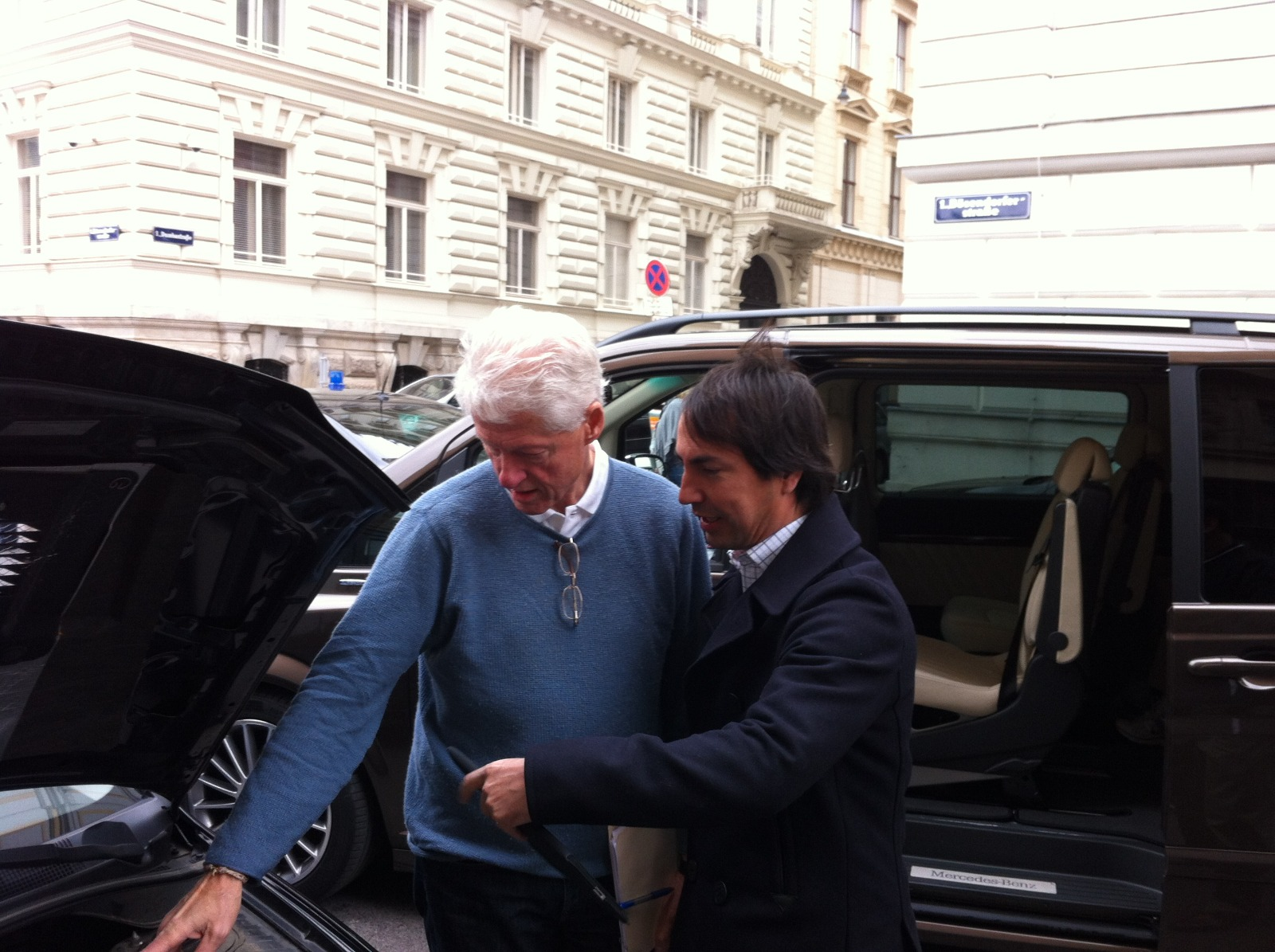
El CEO de ALSET, José Ignacio Galindo, mostrándole a Bill Clinton un prototipo de combustión híbrida desarrollado por la compañía en Viena, Austria

La tecnología de hidrógeno híbrido desarrollado por Alset Global permite a la industria del automóvil transformar motores de combustión interna existentes en motores de hidrógeno híbridos. A través de la tecnología del hidrógeno híbrido, los vehículos de combustión interna existentes son capaces de reducir sus niveles de emisiones de CO2 a cero y consumir una fuente de energía renovable.
La principal ventaja de la aplicación de una tecnología de hidrógeno híbrido es su costo - eficacia y la viabilidad de instalar. Los ocho años de investigación y desarrollo que se han realizado y probado en la carrera de Nürburgring entre otras pruebas han demostrado que es fácil de incorporar la tecnología del hidrógeno.

#### Sistema de Hidrógeno Híbrido
El sistema de hidrógeno híbrido corre paralela a un sistema de inyección de gasolina convencional. Alset Global diseñó esta arquitectura para que se pueda instalar en cualquier vehículo con una modificación mínima del sistema existente. El cambio entre la gasolina y el hidrógeno se hace gracias al software desarrollado por Alset Global. Este software controla la unidad de control del motor del vehículo y se mueve entre los combustibles de gasolina e hidrógeno. El software asegura que las prestaciones del vehículo de hidrógeno están en su nivel máximo sin poner en riesgo el viaje a quedarse sin hidrógeno o gasolina. El razonamiento principal detrás de este sistema es hacer que los conductores sean cómodos con la gama de hidrógeno y garantizarles que el combustible de gasolina puede ser suministrado al sistema en cualquier momento. Hasta que se establece por completo la infraestructura de estaciones de servicio de hidrógeno, el sistema de cambio de combustible de Alset Global aumentará la confianza y la serenidad de los conductores que deseen hacer viajes largos por carretera.

##### Carácter Único
El carácter único del sistema de hidrógeno híbrido es la flexibilidad de usar tanto gasolina como combustible de hidrógeno en función de las condiciones de conducción. Los otros sistemas de hidrógeno para motores de combustión interna que han sido desarrollados por otras compañías de automóviles no son capaces de utilizar tanto la gasolina y el combustible de hidrógeno al mismo tiempo. Por lo tanto, esta característica del sistema de hidrógeno híbrido diferencia Alset Global de los otros. Ocho años de investigación y desarrollo han dado lugar a una forma muy eficiente para quemar hidrógeno y utilizar todo el potencial del combustible. Sin embargo, los detalles de esta tecnología no se revelan al público. Alset Global tiene varias patentes para las futuras implicaciones de este sistema y, por tanto, la información se oculta.

###### La Idea Detrás de la Tecnología
Alset Global desarrolló esta tecnología después de identificar un hueco en el mercado de hidrógeno. De hecho, la tecnología de células de combustible de hidrógeno es costosa desarrollar y una infraestructura de hidrógeno no se ha establecido aún. Debido a que la tecnología de pilas de combustible está limitado a hidrógeno, no puede ser producida en masa sin infraestructura adecuada. Además, incluso si la infraestructura debía ser plenamente establecida, los vehículos convencionales existentes que se ejecutan en motores de combustión interna no serían capaces de beneficiarse de la tecnología del hidrógeno. Hoy en día, los motores de combustión interna representan el 99,9 % del mercado. Por lo tanto, se necesita el sistema alternativo de Alset Global para transformar y mejorar los vehículos convencionales y en última instancia apoyar el desarrollo de la infraestructura de hidrógeno.

###### Experiencia de Conducción
Alset Mundial llevó a cabo una prueba de manejo especial en Graz para la tecnología del hidrógeno híbrido. Sobre la base de las personas que manejaron con esta tecnología, la experiencia que se ejecuta en una mezcla de hidrógeno y de gasolina en comparación con la gasolina por sí solo no fue significativamente diferente. A medida que el sistema funciona con el mismo principio del motor de combustión interna de gasolina, la experiencia de conducción no se altera debido a un combustible alternativo. De hecho, Alset mencionó que el sonido del motor es casi el mismo que el motor de gasoline. Por lo tanto, desemejante a otras tecnologías de combustibles alternativos, los fabricantes de automóviles no tienen que proporcionar un ruido de motor artificial para los conductores.

###### Seguridad de Conducción
El sistema híbrido de hidrógeno ofrece el mismo nivel de seguridad que los motores existentes impulsados por gasolina. Enfatiza Alset Global que el tanque de hidrógeno diseñado proporciona el mismo nivel de seguridad como un vehículo con motor de gasolina y que el nivel de peligro no es más que eso. De hecho, los tanques de ultra alta resistencia de fibra garantizan la seguridad del combustible de hidrógeno. Alset Global ha demostrado la seguridad completa de su sistema a través de los requisitos de seguridad conocidos en la carrera de las 24 horas de Nürburgring. Esta carrera es considerada como uno de los retos técnicos más difíciles para coches de carreras en el mundo. Además, el hidrógeno es conocido por ser tanto como cuatro veces más difusivo que el gas natural. Esto significa que si el gas de hidrógeno tiene una fuga, se irá rápidamente en la atmósfera. Además, cuando se quema hidrógeno, su calor radiante es sólo una décima parte de un incendio de hidrocarburos. Por último, el hidrógeno se quema un 7% más frío que la gasolina.

## Aston Martin Rapide S

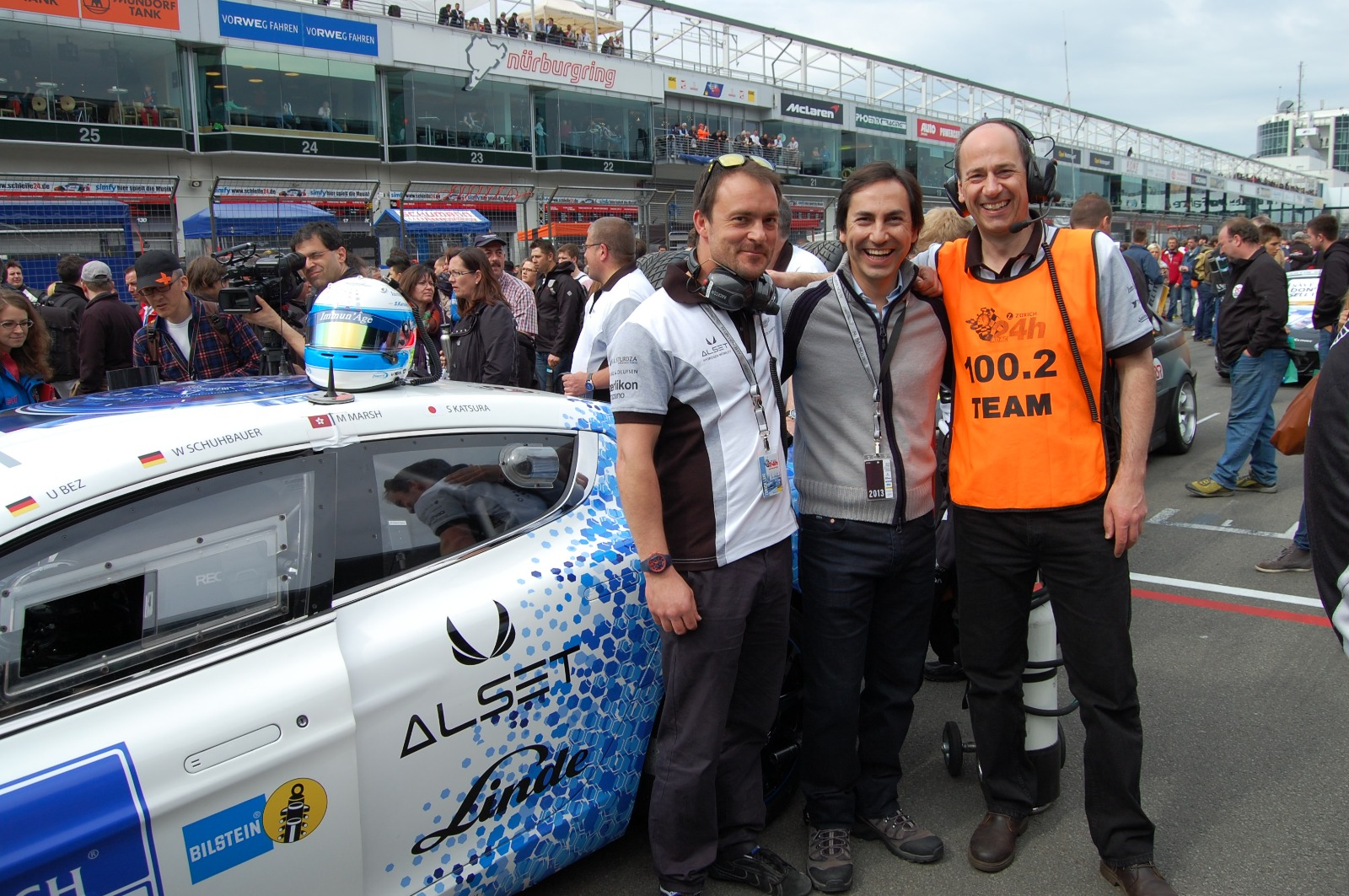
Al equipo de Aston Martin y ALSET antes de comenzar la carrera

Aston Martin y Alset Global desarrollaron un Rapide S cuatro puertas, modelo de cuatro plazas para convertirse en el primer coche de hidrógeno en correr en la 41.ª carrera de las 24 horas de Nürburgring ADAC Zurich. El Aston Martin Rapide S impulsado por hidrógeno utiliza el mismo motor original de combustión interna. Sin embargo, las revisiones necesarias se realizaron en el motor de modo que pueda funcionar tanto con combustible de hidrógeno y de combustible de gasolina. En la carrera, este vehículo produjo 500 CV de potencia y alcanzó 0 a 100 km / h en sólo 4,9 segundos. Además, este vehículo alcanzó 22 km de vuelta durante la carrera sin emitir emisiones de CO2. El motor del Aston Martin Rapide S utilizado para la aplicación del hidrógeno híbrido era una doble turbo del motor V12 de 6 litros que puede generar 550 PS, llegar a la velocidad máxima de 306 km / h. y compite en la clase E1-XP2 experimental. El Aston Martin Rapide S basado en la tecnología de hidrógeno híbrido Alset logró llegar a 255 kmh (160 mph) durante la carrera de Nürburgring 24 horas y finalizó en el puesto 113. La parada de hidrógeno se estima que tomará 45 segundos. Sin embargo, durante la carrera, los ingenieros lograron reducir el tiempo de parada a 30 segundos.

## El Futuro de Alset
Para el futuro, Alset Global se centra en tres áreas diferentes: todo terrenos y vehículos de lujo, deportes de motor y vehículos comerciales. La tecnología introducida por Alset Global es capaz de reducir las emisiones de CO2 de los vehículos deportivos utilitarios y vehículos de lujo sin comprometer el placer de conducir con el sonido y el par de un motor. El área de deportes de motor ya empeco con el Aston Martin Rapide S. La última área es vehículos comerciales. Los vehículos comerciales son responsables de grandes cantidades de emisiones de CO2; y por lo tanto Alset puede tener un impacto importante en esa zona. Alset Global planea extender su tecnología para interactuar con los vehículos comerciales.

### Proyecto de Hidrógeno de Londres
El proyecto de hidrógeno de Londres se inició en el 2002 y ha iniciado proyectos con más de 50 millones de £. El proyecto de hidrógeno se concentra especialmente en taxis , autobuses de hidrógeno, scooters, estaciones de servicio, y varios otros proyectos para permitir la movilidad de hidrógeno.

## Premios
Alset Global obtuvo el mecanismo de transmisión de la concesión del año en el Profesional Motorsport Mundial ( PMW ) Expo 2013 Premios en Colonia, Alemania.  El premio fue entregado a la nueva tecnología de motores de Alset aplicado en el Aston Martin Rapide S, que permite el uso de ambos hidrógeno y gasolina en un motor de combustión interna. Esta tecnología se utilizó en el Aston Martin Rapide S durante la carrera de las 24 horas de Nürburgring.